# L'Appartement
Pour les articles homonymes, voir Appartement (homonymie).
Pour plus de détails, voir Fiche technique et Distribution.
L'Appartement est un film dramatique italo-hispano-français de Gilles Mimouni sorti en 1996. C'est sur le tournage de ce film que Vincent Cassel a rencontré sa future femme, l'actrice Monica Bellucci,.
Le film met en scène Max qui est un jeune homme heureux sur le point de se marier. Le destin le rattrape au moment où il ne s'y attend pas. Alors qu'il s'apprête à partir au Japon pour conclure une affaire, il croit reconnaître Lisa, son ex-amie, dans un bar. La présence fugace de cette femme ravive des sentiments oubliés. Décidé à la retrouver, il va aller de surprise en surprise.
Le film a fait l'objet d'un Remake américain en 2004 : Wicker Park (en version française: Rencontre à Wicker Park), de Paul McGuigan.

## Synopsis
Max (Vincent Cassel), jeune écrivain amateur, obtient un poste à New York et quitte sa copine comédienne Lisa (Monica Bellucci), de laquelle il est éperdument amoureux, dans des circonstances mystérieuses. Deux ans plus tard, il rentre à Paris et se fiance avec Muriel (Sandrine Kiberlain). Un soir, il croit entrevoir Lisa, son amour perdu, dans un café mais ne parvient pas à interagir avec elle avant qu'elle ne quitte l'endroit précipitamment. Déterminé à la revoir, Max ne prend pas le vol qui devait l'emmener en voyage d'affaire au Japon pour la poursuivre ; au lieu de cela, il cherche l´aide de son meilleur ami Lucien (Jean-Philippe Ecoffey). Après moult ruses et beaucoup de persévérance, Max réussit à s'introduire dans l'appartement de Lisa. Lorsqu'il entend quelqu'un entrer dans l'appartement, il se précipite dans la garde-robe pour s'y cacher.
La fille qui vient d'entrer dans l'appartement ressemble de dos à Lisa, et Max se fourvoie. Après plusieurs quiproquos, les deux inconnus font finalement connaissance. La fille affirme s'appeler également Lisa. Durant la nuit, ils font l'amour et entament alors une relation. 
Le prénom de la fille est en fait Alice (Romane Bohringer) et tout au long du film des flashbacks s'entremêlent avec la narration pour donner au spectateur plus de détails sur le passé de Max, Lisa, mais surtout d'Alice. Petit à petit, la vérité sur les pratiques d'Alice commence à devenir évidente aux yeux de tous. Les flashbacks montrent qu'Alice et Lisa étaient meilleures amies, qu'elles habitaient au même étage de deux immeubles voisins et qu'Alice était, en les observant, secrètement tombée amoureuse de Max qui était alors le copain de Lisa. Alice décide de changer son apparence et d'organiser la rupture de Max et Lisa. 
Lisa, devant soudainement partir pour une tournée de deux mois, donne à Alice une lettre à envoyer à Max dans laquelle elle lui écrit de l'attendre. Alice n'enverra jamais cette lettre. Max, pensant que Lisa est partie car elle ne l'aimait pas, accepte le job à New York et part. À son retour, Lisa est dévastée et décide de partir en croisière (un cadeau d'Alice) pour alléger sa peine. Sur le bateau, elle rencontre Daniel (Olivier Granier), un homme riche, marié et plus âgé qu'elle. 
Plus tard, Lisa se fait harceler par Daniel (qu'elle soupçonne d'ailleurs d'avoir tué sa femme pour se rapprocher d'elle). Pour cette raison, elle évite de rentrer dans son appartement et donne les clés à Alice. Pour aller encore plus loin, Alice s'est entre-temps mise à voir régulièrement Lucien.
Dans l'intrigue secondaire, on peut voir Alice jouer du Shakespeare (Le Songe d'une nuit d'été), faisant le lien entre les quatre amants du film et ceux de la pièce de théâtre. On peut soutenir que tout le film est une réinterprétation de la pièce. 
Le film commence et finit dans le "présent" où Max et Muriel travaillent dans la finance. Lucien est très fidèle à Alice et la soutient alors qu'Alice et Lisa (qui, comme leurs prénoms l'indiquent, ne sont qu'un reflet l'une de l'autre) aiment toutes les deux Max qui, même fou amoureux de Lisa, finit par se tourner vers Alice après avoir lu son journal intime juste avant de revenir à la réalité et de retourner dans les bras de Muriel. Lisa, quant à elle, retourne à son appartement et est confrontée à Daniel qui laisse tomber un briquet sur le sol couvert d'essence, causant une explosion de l'appartement et un choc pour Lucien se trouvant à ce moment dans la rue de l'appartement. Alice laisse sa vie et son mensonge derrière elle et part à Rome tandis que Max renoue avec Muriel à l'aéroport. 

## Fiche technique
- Titre : L'Appartement
- Réalisation : Gilles Mimouni
- Scénario : Gilles Mimouni
- Musique : Peter Chase
- Photographie : Thierry Arbogast
- Montage : Caroline Biggerstaff, Françoise Bonnot
- Directeur de production : Bruno Coulon[3] (France)
- Production : Georges Benayoun
- Société de production : Cecchi Gori Group Tiger Cinematografica, IMA Productions, La Sept Cinéma, M6 Films, Mate Producciones et UGC
- Société de distribution : AFMD (France), Motion International (Québec)
- Pays de production :  France,  Espagne et  Italie
- Genre : drame, romance et thriller
- Durée : 116 minutes
- Année de production : 1996
- Date de sortie : 2 octobre 1996

## Distribution
- Romane Bohringer : Alice
- Vincent Cassel : Max
- Jean-Philippe Écoffey : Lucien
- Monica Bellucci : Lisa
- Sandrine Kiberlain : Muriel
- Olivier Granier : Daniel
- Édouard Baer : l'acteur de théâtre
- Eva Ionesco : une femme à l'agence de voyages

## Lieu de tournage
- Hôtel Raphael (Paris)
- Immeuble Les Chardons (Paris)

## Distinctions
- British Independent Film Award du meilleur film étranger en langue étrangère
- British Academy Film Award du meilleur film en langue étrangère